# Claude Ponti
Claude Ponti, pseudonimo di Claude Ponticelli (Lunéville, 22 novembre 1948), è uno scrittore e illustratore francese, specializzato nella letteratura per l'infanzia.

## Biografia
Nel 1986 pubblica L'Album d'Adèle, il suo primo albo illustrato per bambini. È famoso soprattutto per i suoi personaggi pulcini e per il personaggio di Biagio, il pulcino mascherato.
Le opere di Claude Ponti sono state tradotte in tedesco, italiano, spagnolo, catalano, inglese, cinese, coreano e giapponese
Nel 2006, ha ricevuto il Prix Sorcières per le sue opere.

## Stile
Il suo stile è caratterizzato da una grande profusione grafica, lessicale, narrativa e simbolica, e da un gran numero di giochi di parole e neologismi. Ama giocare sul confine tra finzione e realtà e in particolare moltiplica i riferimenti nella finzione alla materialità del libro, secondo i canoni della metafinzione. Ad esempio, in Biagio e il castello di compleanno, il testo si riferisce esplicitamente alle pagine del libro, e in I mille segreti dei pulcini, il testo spiega che i pulcini vivono nei libri.

## Opere in italiano
- La mia valle, trad. di Giovanni Gandini, Babalibri, 2001, ISBN 9788883620287
- La tempesta (con Florence Seyvos), trad. di F. Rocca, Babalibri, 2002, ISBN 9788883620553
- Piccolo principe Puff (con Agnès Desarthe), trad. di F. Rocca, Babalibri, 2002, ISBN 9788883620607
- Biagio e il castello di compleanno, trad. di M. Saporiti, Babalibri, 2005, ISBN 9788883621154
- La notte degli Zefirotti, trad. di M. Saporiti, Babalibri, 2007, ISBN 9788883621536
- In fondo al giardino, trad. di Maria Saporiti, Babalibri, 2008, ISBN 9788883621734
- In automobile, trad. di M. Saporiti, Babalibri, 2008, ISBN 9788883621727
- Sul ramo, trad. di M. Saporiti, Babalibri, 2008, ISBN 9788883621710
- Catalogo dei genitori per i bambini che vogliono cambiarli, trad. di Pierre Lepori, Babalibri, 2009, ISBN 9788883622007
- Biagio... quante avventure!, trad. di Antonio Fideleo, Babalibri, 2016, ISBN 9788883623646
- I mille segreti dei pulcini, trad. di A. Fideleo, Babalibri, 2018, ISBN 9788883624179